# 国会議事堂 (アイスランド)
国会議事堂（こっかいぎじどう、Alþingishúsið）は、アイスランド議会（アルシング）の議事堂。首都レイキャビクにある。議会は一院制で議員定数は63である。

## 概要
1881年完成。石工が地元の火山岩を整形し積み重ねて建造した。内装は漆喰仕上げである。装飾の少ない簡素な建物だが、2階の窓枠上部の4つのレリーフが特徴的である。題材はアイスランド神話に登場する妖精でドラゴン、ハゲタカ、巨人、雄牛である。北側に入口があり、南側は庭園に面している。東側にはレイキャビク大聖堂があるが、こぢんまりした建物である。
1973年まで議事堂内にアイスランド大統領のオフィスがあった。また、国立図書館や国立美術館が入居していたこともあった。現在は議事堂業務だけだが手狭となっており、隣の別館に職員を配置して機能を維持している状態である。新議事堂を建設する構想があるが具体化していない。

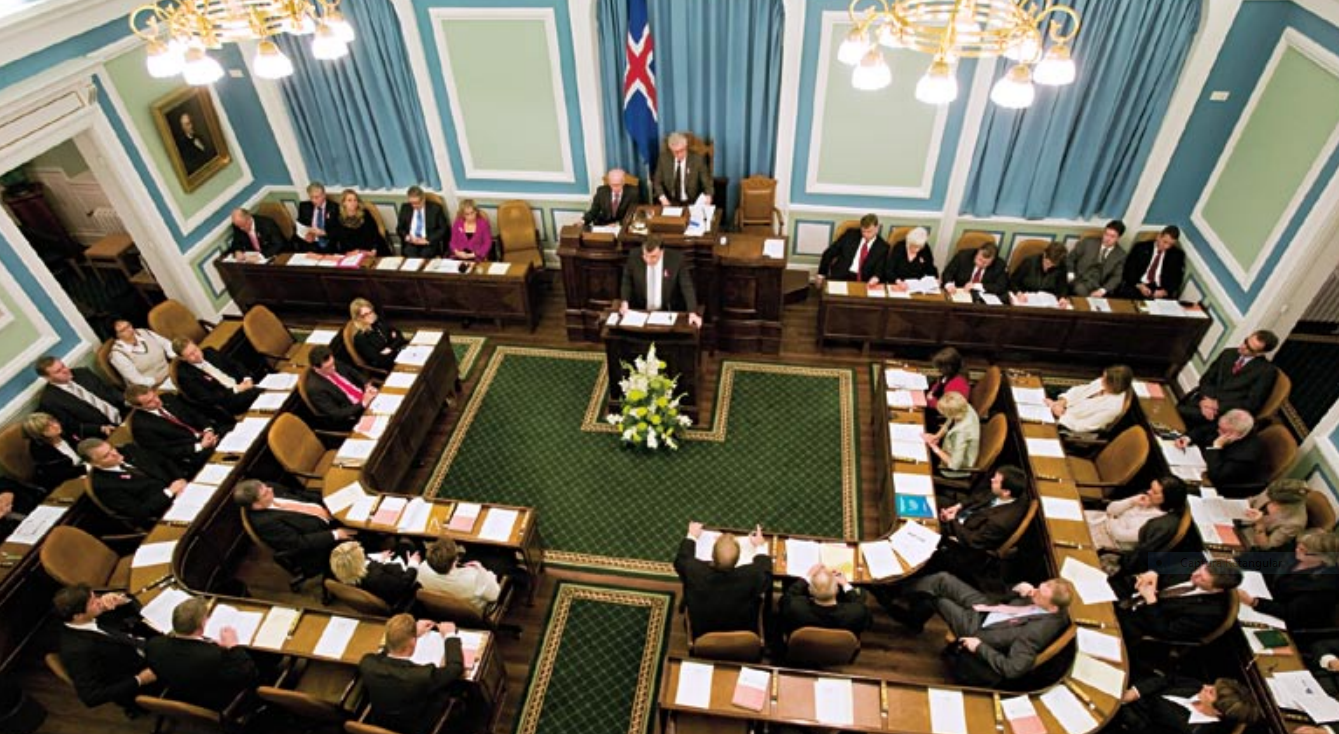
議場
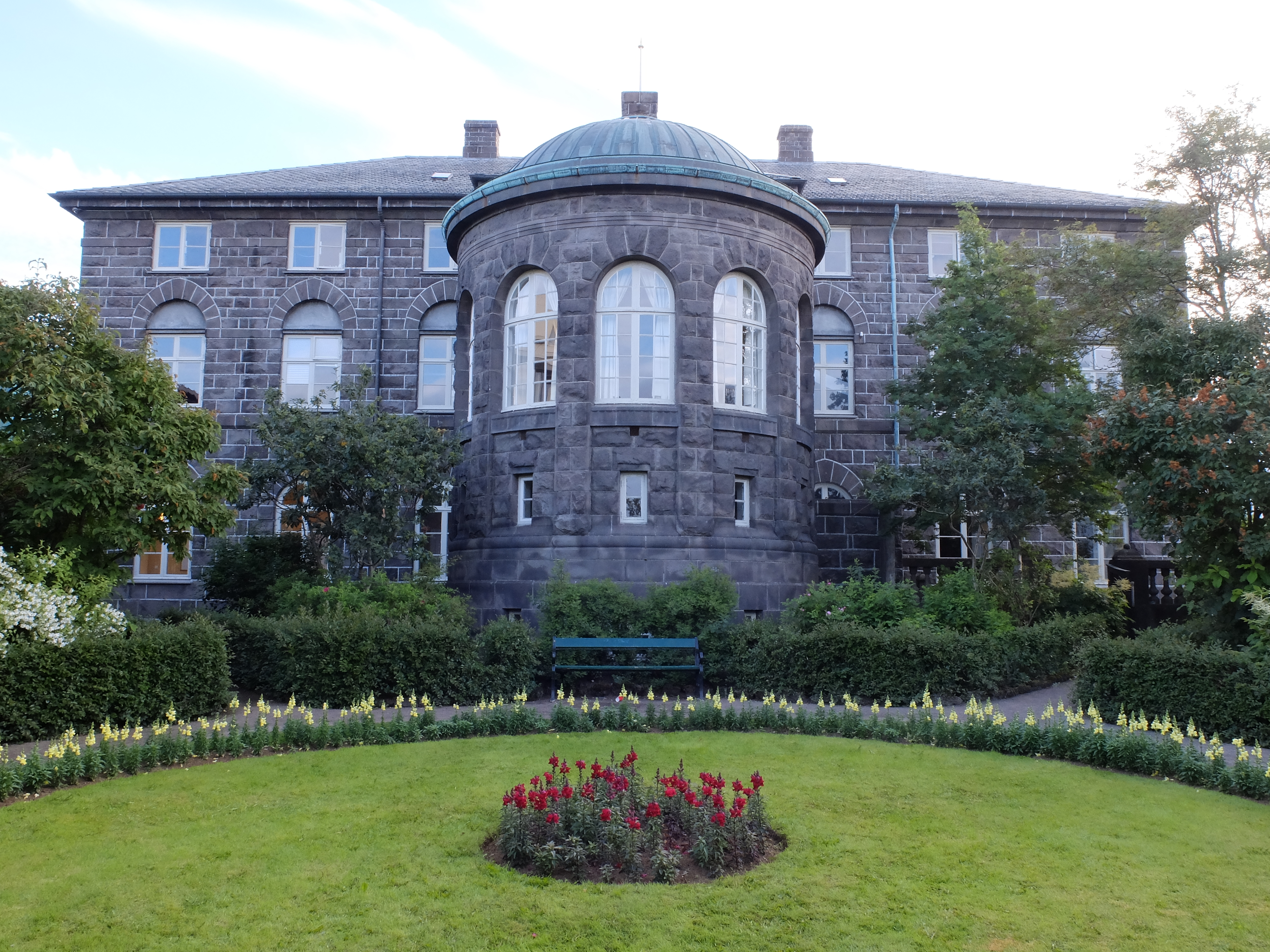
庭園
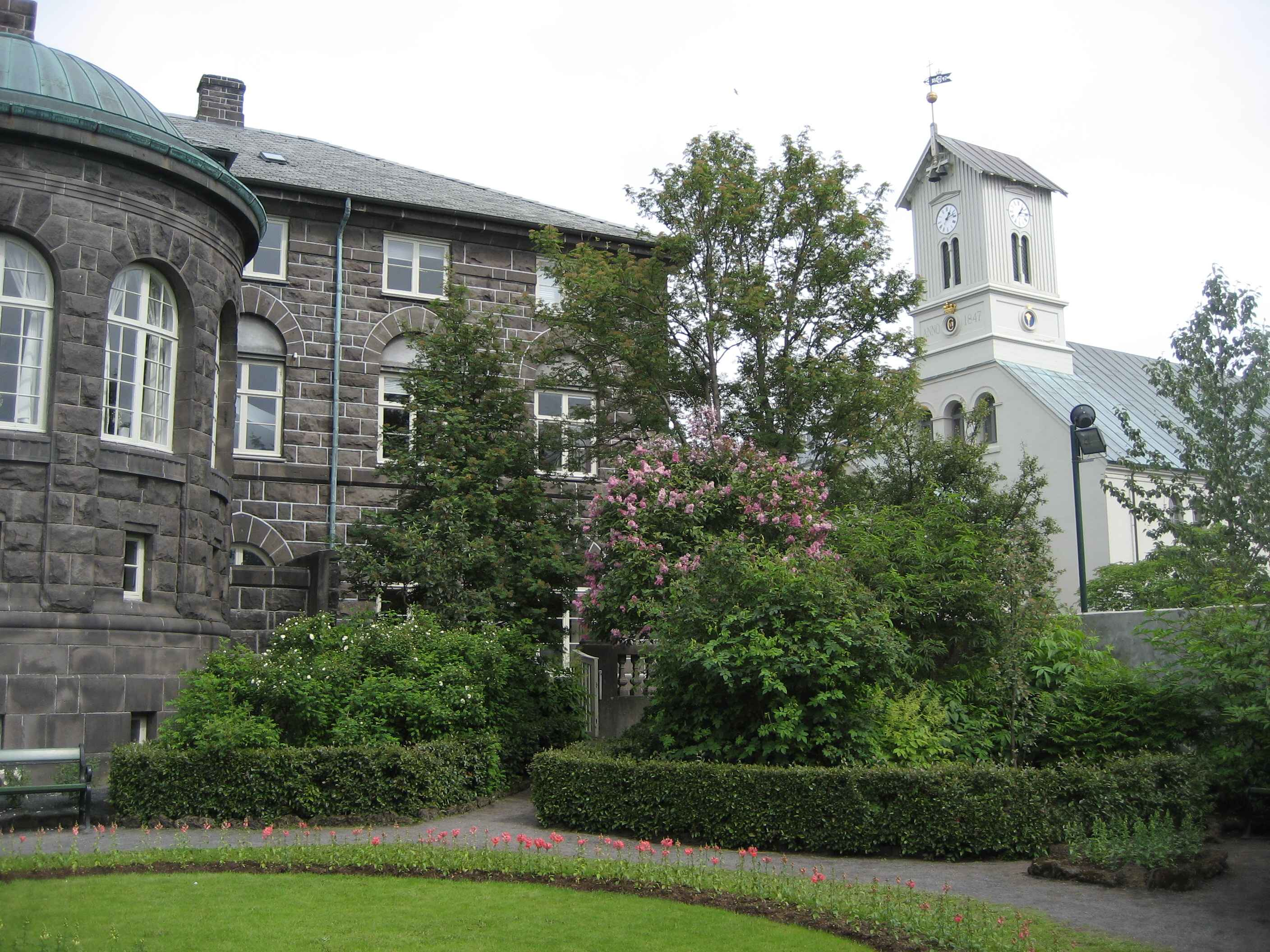
右：レイキャビク大聖堂